# Чемпіонат Європи з футболу серед молодіжних команд

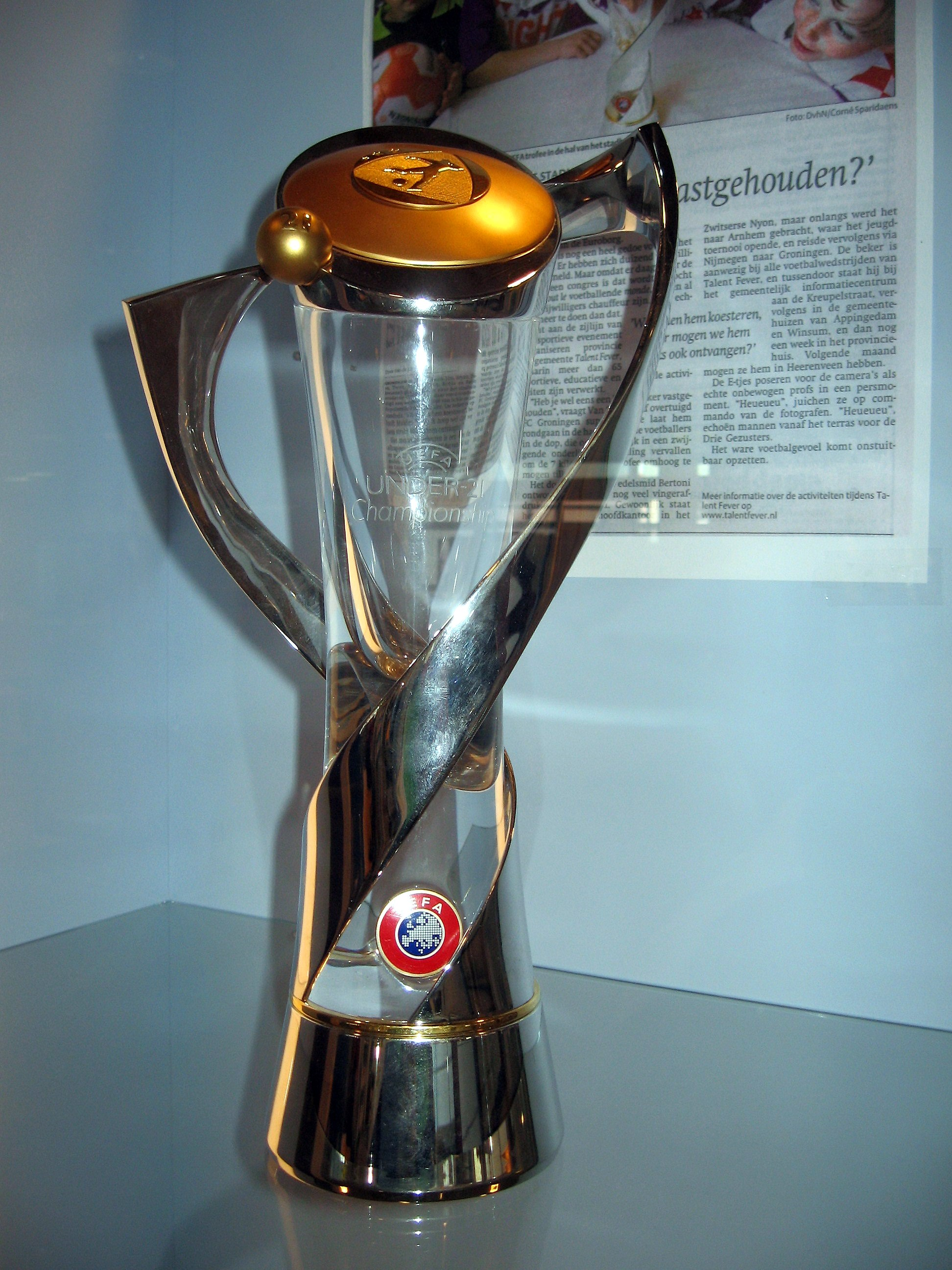
Кубок, який вручається переможцю Чемпіонату Європи з футболу серед молодіжних команд

Чемпіонат Європи з футболу серед молодіжних команд — (Молодіжний чемпіонат Європи з футболу; англ. European Under-21 Football Championship) — міжнародне футбольне змагання серед молодіжних національних футбольних збірних Європи. Чемпіонат Європи проводиться керівним органом європейського футболу УЄФА, і брати участь в ньому можуть молодіжні (не старші 21 року) чоловічі футбольні національні збірні всіх країн-членів УЄФА. Фінальна стадія турніру проводиться раз на 2 роки.

## Історія
Перший чемпіонат Європи серед молодіжних команд був проведений у 1972 році, першими володарями трофея стали футболісти збірної Чехословаччини. До 1978 року віковий ценз футболістів, які мали право брати участь в чемпіонаті, становив 23 роки, після 1978 року в регламенті турніру з'явилося уточнення, яке говорить про те, що на момент проведення першого матчу відбіркового циклу чемпіонату, футболістові збірної не повинно бути понад 21 року. До проведення ж фінальних матчів турніру деяким футболістам виповнюється 22, а іноді і 23 роки.
За час проведення регламент змагальної частини турніру багаторазово змінювався. Спочатку організатори змагань віддали перевагу поєднанню кругової і «олімпійської» систем розіграшу, в групах виявлялися вісім найсильніших команд, які потім виявляли найсильнішого у двоматчевих поєдинках. При цьому фінал так само складався з ігор вдома і в гостях. Ця система розіграшу проіснувала до 1994 року, коли УЄФА ухвалила рішення про проведення фінального турніру в рамках однієї країни — господині турніру. У 1998 році з метою підвищення статусу та видовищності турніру УЄФА скоригувала форму розіграшу, збільшивши кількість учасників завершальних матчів з чотирьох до восьми. З 2000 року у фінальній стадії турніру стали проводитися матчі в рамках 2-х груп по 4 команди в кожній з подальшим виходом двох найкращих у фінал. З 1992 року молодіжні першості Європи одночасно стали відбірковими турнірами до чергового Олімпійському футбольного турніру, в тих випадках, коли цикл закінчується в рік проведення чергових Олімпійських ігор. У 2006 році УЄФА ухвалила рішення розвести по термінах змагання молодіжних збірних з «дорослою» першістю континенту, один раз змінивши інтервал між фінальними стадіями турніру з 2 до 1 року.
За час проведення турніру найбільших успіхів у ньому домоглася італійці та іспанці які по 5 разів ставали найкращими в Європі, тричі успіх святкували футболісти СРСР, по два рази трофей діставався Англії, Чехії (Чехословаччини) і Голландії.
Десятки футболістів, які брали участь у молодіжному чемпіонаті, згодом стали гравцями своїх національних збірних, і виросли в видатних футболістів. Найвідоміші з них: італійці Діно Баджо, Деметріо Альбертіні, Франческо Тольдо, Фабіо Каннаваро, Крістіан Пануччі, Алессандро Неста, Франческо Тотті, Крістіан Абб'яті, Дженнаро Гаттузо, Андреа Пірло, Альберто Джилардіно, французи Лоран Блан, Ерік Кантона, Жан-Ален Бумсонг, Сідней Гову, іспанці Гуті, Хуан Карлос Валерон, чех Мирослав Гайдушек, югослав Драган Стойкович, радянські футболісти Давид Кіпіані, Валерій Газзаєв, Андрій Канчельскіс, Ігор Шалімов, Коливанов та інші.

## Переможці та призери

### Чемпіонати U-23
| 1972 |  | Чехословаччина | 3 – 1 2 – 2 | СРСР     | Греція та Болгарія      | Греція та Болгарія      | Греція та Болгарія      | 8 (23) |
| 1974 |  | Угорщина       | 4 – 0 2 – 3 | НДР      | СРСР та Польща          | СРСР та Польща          | СРСР та Польща          | 8 (21) |
| 1976 |  | СРСР           | 2 – 1 1 – 1 | Угорщина | Нідерланди та Югославія | Нідерланди та Югославія | Нідерланди та Югославія | 8 (23) |

### Чемпіонати U-21
| 1978 |                   | Югославія  | 4 – 4 1 – 0            | НДР                 | Англія та Болгарія     | Англія та Болгарія     | Англія та Болгарія     | 8 (24)  | Вахід Халілходжич   |
| 1980 |                   | СРСР       | 1 – 0 0 – 0            | НДР                 | Югославія та Англія    | Югославія та Англія    | Югославія та Англія    | 8 (25)  | Анатолій Дем'яненко |
| 1982 |                   | Англія     | 3 – 1 2 – 3            | ФРН                 | Шотландія та СРСР      | Шотландія та СРСР      | Шотландія та СРСР      | 8 (26)  | Руді Феллер         |
| 1984 |                   | Англія     | 2 – 0 0 – 1            | Іспанія             | Італія та Югославія    | Італія та Югославія    | Італія та Югославія    | 8 (30)  | Марк Гейтлі         |
| 1986 |                   | Іспанія    | 2 – 1 1 – 2 пен. 3 – 0 | Італія              | Угорщина та Англія     | Угорщина та Англія     | Угорщина та Англія     | 8 (29)  | Мануель Санчіс      |
| 1988 |                   | Франція    | 3 – 0 0 – 0            | Греція              | Англія та Нідерланди   | Англія та Нідерланди   | Англія та Нідерланди   | 8 (30)  | Лоран Блан          |
| 1990 |                   | СРСР       | 3 – 1 4 – 2            | Югославія           | Швеція та Італія       | Швеція та Італія       | Швеція та Італія       | 8 (30)  | Давор Шукер         |
| 1992 |                   | Італія     | 2 – 1 дч               | Швеція              | Данія та Шотландія     | Данія та Шотландія     | Данія та Шотландія     | 8 (32)  | Ренато Бузо         |
| 1994 | Франція           | Італія     | 1 – 0 дч               | Португалія          | Іспанія                | 2 – 1                  | Франція                | 8 (32)  | Луїш Фігу           |
| 1996 | Іспанія           | Італія     | 1 – 1 пен. 4 – 2       | Іспанія             | Франція                | 1 – 0                  | Шотландія              | 8 (44)  | Фабіо Каннаваро     |
| 1998 | Румунія           | Іспанія    | 1 – 0                  | Греція              | Норвегія               | 2 – 0                  | Нідерланди             | 8 (46)  | Франсеск Арнау      |
| 2000 | Словаччина        | Італія     | 2 – 1                  | Чехія               | Іспанія                | 1 – 0                  | Словаччина             | 8 (47)  | Андреа Пірло        |
| 2002 | Швейцарія         | Чехія      | 0 – 0 пен. 3 – 1       | Франція             | Італія та Швейцарія    | Італія та Швейцарія    | Італія та Швейцарія    | 8 (47)  | Петр Чех            |
| 2004 | Німеччина         | Італія     | 3 – 0                  | Сербія і Чорногорія | Португалія             | 3 – 2 дч               | Швеція                 | 8 (48)  | Альберто Джилардіно |
| 2006 | Португалія        | Нідерланди | 3 – 0                  | Україна             | Франція та Сербія      | Франція та Сербія      | Франція та Сербія      | 8 (51)  | Клас-Ян Гунтелар    |
| 2007 | Нідерланди        | Нідерланди | 4 – 1                  | Сербія              | Англія та Бельгія      | Англія та Бельгія      | Англія та Бельгія      | 8 (51)  | Ройстон Дренте      |
| 2009 | Швеція            | Німеччина  | 4 – 0                  | Англія              | Швеція та Італія       | Швеція та Італія       | Швеція та Італія       | 8 (52)  | Маркус Берг         |
| 2011 | Данія             | Іспанія    | 2 – 0                  | Швейцарія           | Білорусь               | 1 – 0                  | Чехія                  | 8 (53)  | Адріан Лопес        |
| 2013 | Ізраїль           | Іспанія    | 4 – 2                  | Італія              | Нідерланди та Норвегія | Нідерланди та Норвегія | Нідерланди та Норвегія | 8 (53)  | Іско                |
| 2015 | Чехія             | Швеція     | 0 – 0 пен. 4 – 3       | Португалія          | Данія та Німеччина     | Данія та Німеччина     | Данія та Німеччина     | 8 (53)  | Ян Климент          |
| 2017 | Польща            | Німеччина  | 1 – 0                  | Іспанія             | Англія та Італія       | Англія та Італія       | Англія та Італія       | 12 (53) | Сауль Ньїгес        |
| 2019 | Італія Сан-Марино | Іспанія    | 2 – 1                  | Німеччина           | Румунія та Франція     | Румунія та Франція     | Румунія та Франція     | 12 (55) | Фабіан Руїс         |
| 2021 | Угорщина Словенія | Німеччина  | 1 – 0                  | Португалія          | Нідерланди та Іспанія  | Нідерланди та Іспанія  | Нідерланди та Іспанія  | 16 (55) | Фабіу Вієйра        |
| 2023 | Румунія Грузія    | Англія     | 1 – 0                  | Іспанія             | Ізраїль та Україна     | Ізраїль та Україна     | Ізраїль та Україна     | 16 (55) | Ентоні Гордон       |
| 2025 | Словаччина        | Англія     | 3 – 2 дч               | Німеччина           | Нідерланди та Франція  | Нідерланди та Франція  | Нідерланди та Франція  | 16 (54) | Гарві Елліотт       |

## Переможці та срібні медалісти
| Збірна     | Чемпіон                          | 2 місце                          |
| ---------- | -------------------------------- | -------------------------------- |
| Іспанія    | 5 (1986, 1998, 2011, 2013, 2019) | 4 (1984, 1996, 2017, 2023)       |
| Італія     | 5 (1992, 1994, 1996, 2000, 2004) | 2 (1986, 2013)                   |
| Англія     | 4 (1982, 1984, 2023, 2025)       | 1 (2009)                         |
| Німеччина  | 3 (2009, 2017, 2021)             | 5 (1978, 1980, 1982, 2019, 2025) |
| СРСР       | 3 (1976, 1980, 1990)             | –                                |
| Нідерланди | 2 (2006, 2007)                   | –                                |
| Сербія     | 1 (1978)                         | 3 (1990, 2004, 2007)             |
| Франція    | 1 (1988)                         | 1 (2002)                         |
| Чехія      | 1 (2002)                         | 1 (2000)                         |
| Швеція     | 1 (2015)                         | 1 (1992)                         |
| Греція     | –                                | 2 (1988, 1998)                   |
| Португалія | –                                | 3 (1994, 2015, 2021)             |
| Україна    | –                                | 1 (2006)                         |
| Швейцарія  | –                                | 1 (2011)                         |

1. ↑  Також включає результати збірної  НДР до 1990 року
2. ↑  Також включає результати збірних  Югославія та  Сербія та Чорногорія до 2004 року

## Транслятори
- Перший
- Регіональні канали Суспільного
- Megogo Спорт